# Mésoprotérozoïque
Stratigraphie
Paléoprotérozoïque Néoprotérozoïque
Le Mésoprotérozoïque est la deuxième ère du Protérozoïque. Elle s’étend de -1 600 à -1 000 Ma.

## Subdivisions
Trois systèmes ou périodes constituent le Mésoprotérozoïque :
- Sténien (1 200-1 000 Ma)
- Ectasien (1 400-1 200 Ma)
- Calymmien (1 600-1 400 Ma)

## Événements majeurs
Le supercontinent Rodinia se forme. La reproduction sexuée apparaît. Apparition des premiers Acritarches et des premiers eucaryotes modernes.